# ميس مزدوج الصفوف
ميس مزدوج الصفوف (الاسم العلمي: Celtis disticha) هو نوع نباتي يتبع جنس الميس من فصيلة القنبية.